# Bradystichus calligaster
Bradystichus calligaster là một loài nhện trong họ Pisauridae.
Loài này thuộc chi Bradystichus. Bradystichus calligaster được Eugène Simon miêu tả năm 1884.